# 丙安镇
丙安镇，是中华人民共和国贵州省遵义市赤水市下辖的一个乡镇级行政单位。
2016年1月29日，贵州省人民政府批复同意撤销丙安乡建制，设置丙安镇。撤乡设镇后行政区域不变，镇人民政府驻丙安村。

## 行政区划
丙安镇下辖以下地区：
古景社区、三佛村、艾华村和丙安村。

## 中国传统村落
2012年，丙安村被评为首批“中国传统村落”。